# Thụ phấn kín

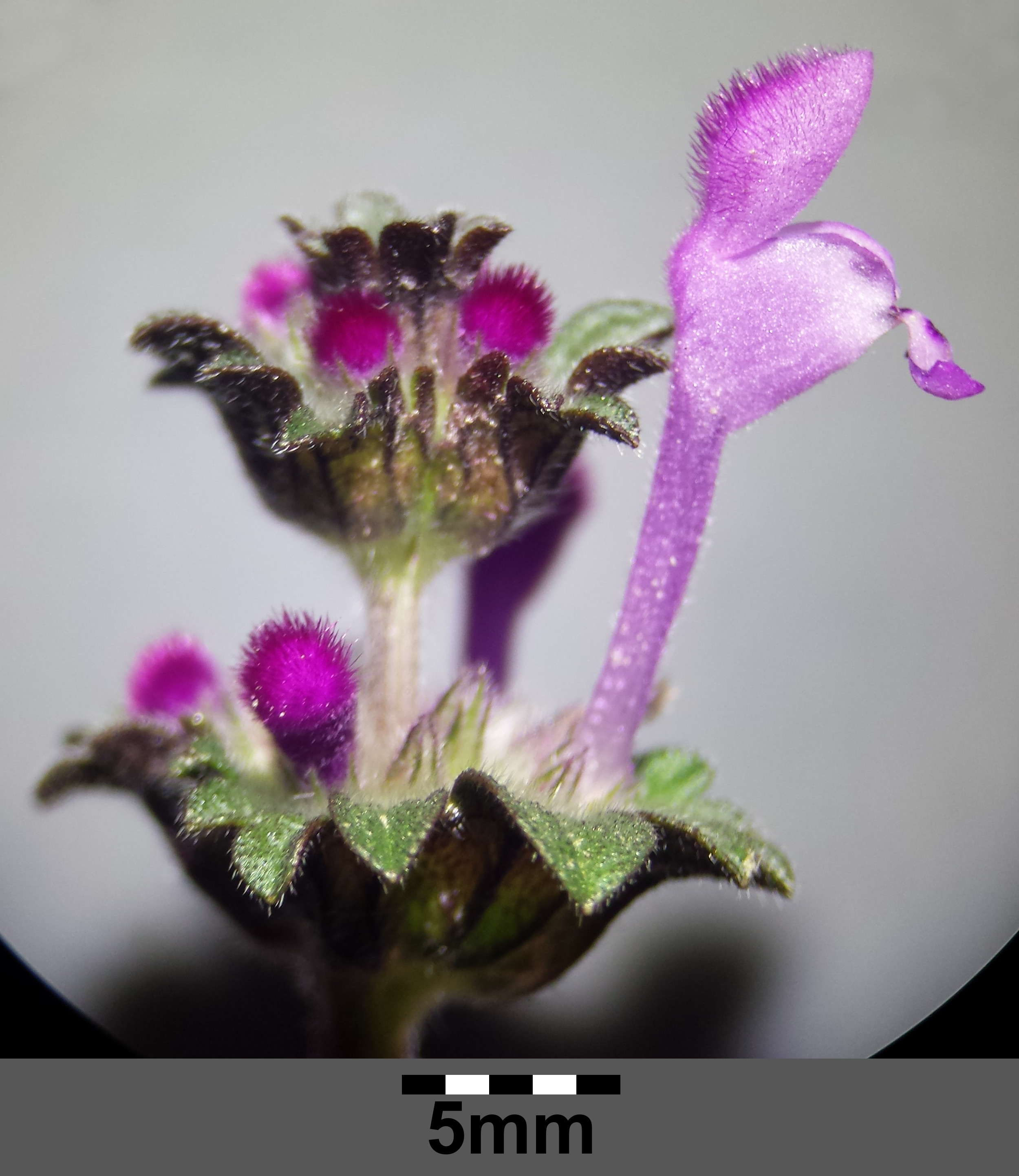
Một loài hoa thụ phấn kín

Thụ phấn kín là một loại tự thụ phấn của thực vật, trong đó một cây lưỡng tính có thể tự sinh sản để nhân giống mà hoa có khi không cần mở. Các loài thực vật thụ phấn kín thường gặp ở các cây Hạt kín, nhiều nhất là ở đậu phộng, đậu Hà Lan và cây hoa bướm. Hiện tượng này cũng gặp ở họ Hoà thảo (họ cỏ) và chi lớn nhất của thực vật thụ phấn kín là Chi Hoa tím.
Sự đối lập phổ biến hơn của thụ phấn kín, hay "hôn nhân khép kín", được gọi là thụ phấn mở, hay "hôn nhân mở". Hầu như tất cả các thực vật sản xuất hoa dị hình cũng tạo ra những loài hoa lưỡng tính. Ưu điểm chính của thụ phấn kín là nó đòi hỏi ít tài nguyên thực vật để sản xuất hạt hơn so với thụ phấn mở, bởi vì không cần phải phát triển cánh hoa, mật hoa và một lượng lớn phấn hoa. Hiệu quả này làm cho thụ phấn kín đặc biệt hữu ích cho sản xuất hạt giống trên các vị trí không thuận lợi hoặc điều kiện bất lợi. Như Impatiens capensis chẳng hạn, đã được quan sát thấy chỉ tạo ra những bông hoa dị hợp sau khi bị phá hủy nghiêm trọng do chăn thả và để duy trì quần thể trên những vị trí không thuận lợi chỉ có hoa dị thường. Nhược điểm rõ ràng của thụ phấn kín là tự thụ phấn xảy ra, có thể ngăn chặn việc tạo ra các thực vật vượt trội về mặt di truyền.
Đối với hạt cải dầu biến đổi gen (GM), các nhà nghiên cứu hy vọng giảm thiểu sự pha trộn của cây trồng biến đổi gen và không biến đổi gen đang cố gắng sử dụng thụ phấn kín để ngăn chặn dòng gen. Tuy nhiên, kết quả sơ bộ từ Co-Extra, một dự án hiện tại trong chương trình nghiên cứu của EU, cho thấy mặc dù thụ phấn kín làm giảm dòng gen, nhưng hiện tại nó không phải là một công cụ đáng tin cậy để bảo vệ sinh học; do sự không ổn định nhất định của đặc điểm dị hình, một số hoa có thể mở và giải phóng phấn hoa biến đổi gen.